# Comedia física

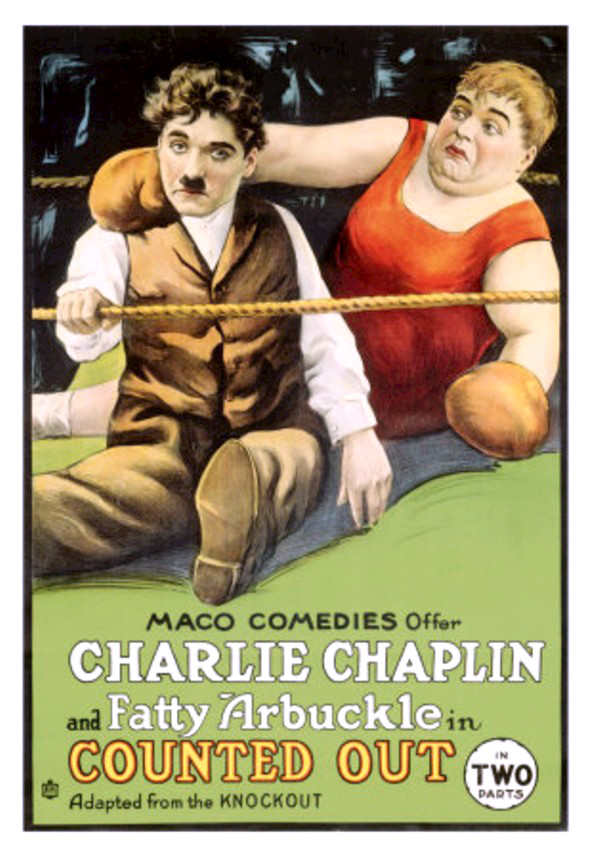
Cartel de la película de 1914 The Knockout: Chaplin y Fatty Arbuckle.

La comedia física (en inglés, slapstick, traducido como bufonada, payasada o golpe y porrazo), también llamado humor físico, es un subgénero de la comedia que se caracteriza por presentar acciones exageradas de violencia física que no derivan en consecuencias reales de dolor. La comedia física es una forma bulliciosa de comedia que basa su atractivo en el dolor, la farsa, los golpes y las bromas prácticas del humor crudo para crear un efecto cómico en el espectador, excediendo los límites del sentido común.
El humor de la comedia física es un enfoque de la comedia que recurre a bromas exageradas de humor físico para definir una producción dramática que contiene un argumento sencillo. Se convierte en uno de los primeros enfoques del cine y la animación, el cual florecería entre los años 1900 a 1940. El slapstick se convierte en un elemento clave del humor estadounidense, estilo de humor crudo que marcó la producción fílmica y televisiva durante la primera mitad del siglo XX con la explotación excesiva de la comedia física. Este género de la comedia es también una forma usual de gag cómico que resulta en una imposibilidad física u ocurrencias inesperadas que transmiten un chiste práctico a través de la utilización de secuencias visuales, normalmente convirtiéndose en bromas prácticas clásicas que representan una referencia recurrente en la producción dramática, fílmica o televisiva (ejemplo: lanzar un pastel a la cara o un personaje golpeado con una sartén).

## Etimología
El término slapstick pertenece al idioma inglés y es traducido al idioma español como bufonada o payasada. En su origen etimológico, slapstick es una composición de las palabras inglesas slap (golpe o bofetada) y stick (palo). Slap stick originalmente refiere a un tipo de instrumento musical percusivo llamado látigo, el cual consiste en una bisagra de maderos que chocan y producen un sonido similar al de un látigo, frecuentemente utilizado en la música orquestal. El látigo fue un tipo de efecto de sonido utilizado en la superposición auditiva durante las producciones dramáticas del siglo XVI, utilizado para imitar el sonido producido por un golpe, normalmente una bofetada, debido a su capacidad de producir sonidos fuertes; el látigo es además considerado uno de los primeros dispositivos de efectos de sonido. Con la llegada de la cinematografía sonora, el látigo continuó como un elemento para producir sonidos de golpes en la producción de efectos de sonido Foley.

## Historia

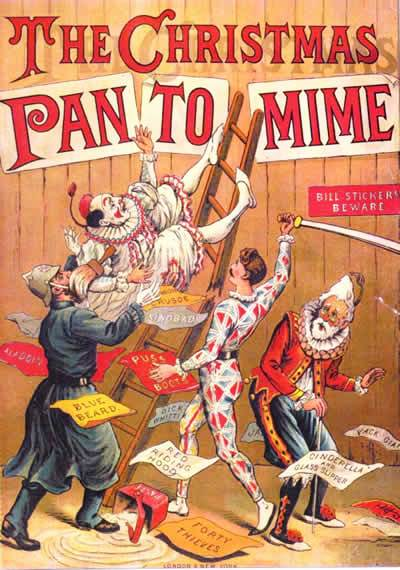
The Christmas Pantomime, Pantomime F. Warne & Co. (1890).

El origen de la Comedia física es desconocido, pudiéndose remontar en un origen en el periodo clásico o en la Edad Media.[cita requerida] El slapstick tiene un origen reconocido en el periodo renacentista de la Commedia dell'arte italiana, en el que era habitual la representación dramática de rutinas cómicas acompañadas de música; como elementos adicionales se incluían la danza y la comedia física. El término slapstick surge del término inglés para referirse al bataccio o látigo, instrumento musical introducido en el siglo XVI y que fue uno de los primeros dispositivos para la producción de efectos de sonido en el drama de la época. En el siglo XVII surge la comédie en vaudeville y la opéra-comique, variantes de la Commedia dell'arte que incluían diversas representaciones dramáticas de lenguaje jocoso acompañadas de números musicales en los que se incluía la comedia física como un elemento cómico.

### SigloXIX
En el siglo XIX el humor slapstick se convierte en un elemento habitual en diversas representaciones dramáticas de carácter popular dentro de las variantes del teatro de variedades, género dramático en donde era habitual la presentación de actos variados que incluían frecuentemente obras teatrales cortas y rutinas de comedia. El humor slapstick formó parte de las artes escénicas, performances y dramas de algunos géneros del teatro de variedades como el minstrel, el burlesque, el vaudeville, la pantomima británica y el music hall.
Durante la primera mitad del siglo XIX, el slapstick formaba parte del drama del burlesque victoriano y la pantomima británica; dichos espectáculos incluían argumentos sencillos que reflejaban una parodia sobre un tema específico, incluían números musicales, coreografías de danza, lenguaje jacoso y bromas prácticas. El humor slapstick se cristaliza en la variante estadounidense del vaudeville de tiempos de la Guerra de Secesión, en el que por su carácter vulgar, incluía la comedia física como un elemento casi indispensable en las representaciones dramáticas.

### sigloXX

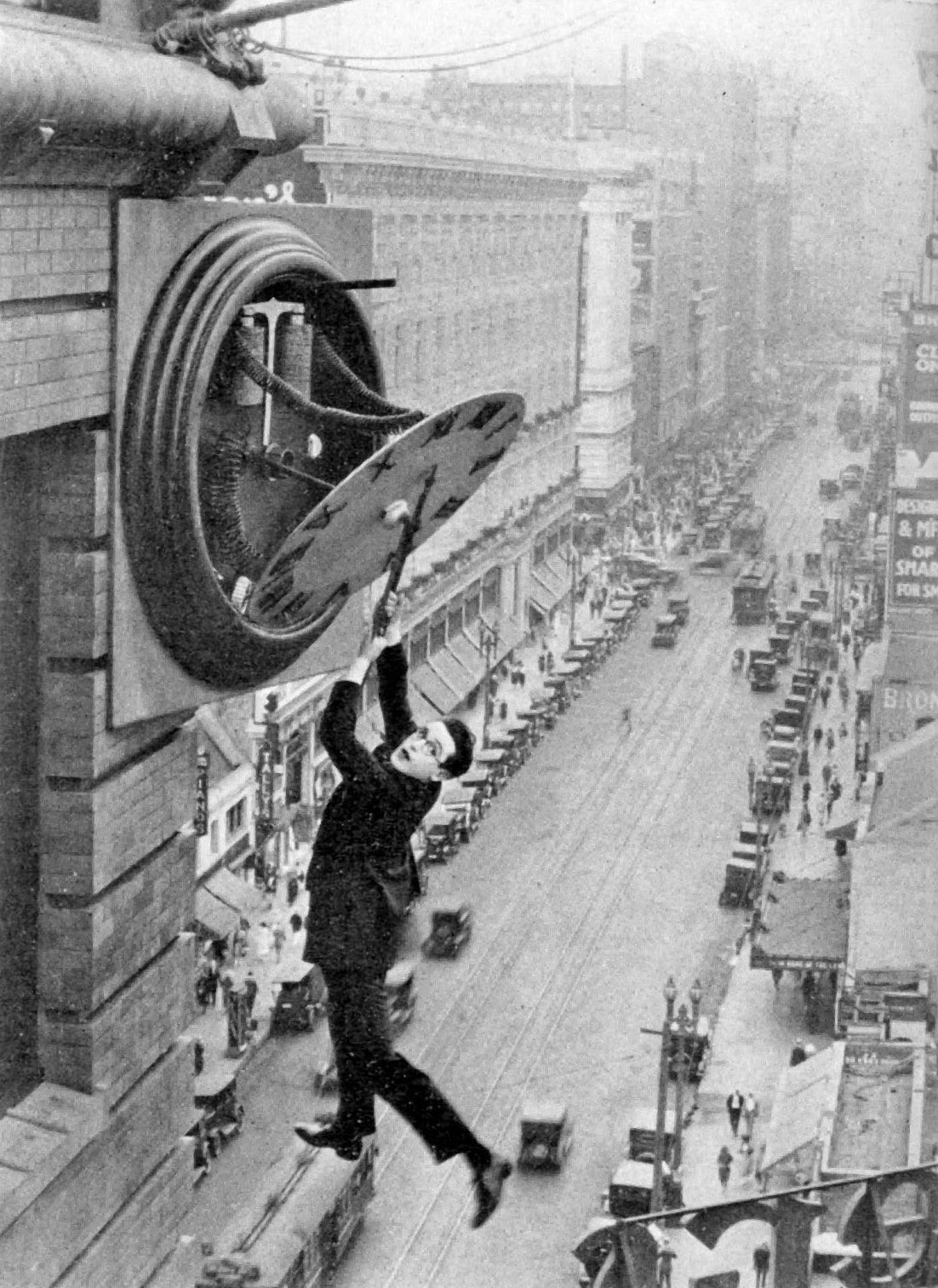
Fotografía promocional de Harold Lloyd en Safety Last! (1923).

Los espectáculos de vaudeville arrastraron una popularidad que perduró hasta las primeras décadas del siglo XX, atravesando los primeros años del cine mudo. Debido a la popularidad del vaudeville y su carácter cómico, se inmortalizó su estilo en las producciones fílmicas pioneras a finales del siglo XIX, presentando cortometrajes básicos en blanco y negro que retrataban un tipo de violencia ligera y un carácter cómico. Entre los años de 1895 y 1930, los temas centrales de la producción cinematográfica recayeron en el burlesque y el slapstick. Una de las primeras obras del cine cómico que recurrió al slapstick fue L'Arroseur Arrosé (1895) dirigida por Louis Lumière, en el que se retrataba una historia corta de un jardinero que es molestado por un joven que pisa la manguera con la que riega las plantas y que se moja cuando inspecciona el agujero de la manguera, al momento en el que el niño deja de pisar la manguera.
Durante las primeras décadas del siglo XX, el cine evolucionó a técnicas de filmación más sofisticadas que permitieron una mayor entensión temporal del filme, así permitió la grabación de obras de mayor complejidad. En los años 1910 a 1930, el cine slapstick desarrolla su mayor auge de popularidad con exponentes como: Charlie Chaplin, Buster Keaton, Fatty Arbuckle, Mabel Normand, Harold Lloyd y Mack Sennett. El cine slapstick se desarrolla principalmente en Estados Unidos, lo que fue determinante para la conformación del humor estadounidense que se cristalizó con exponentes de la comedia física como: Laurel and Hardy, The Three Stooges y Marx Brothers.

#### Comedia física en la animación
A diferencia del cine (donde los personajes son personas), en la animación, la imaginación puede dejarse correr, ya que uno es consciente de que a esos personajes son ficticios y no les puede pasar nada. En este sentido el guionista es libre de hacer que los protagonistas se enfrenten por diferentes actos, que por lo regular son violentos, y salgan ilesos, listos para enfrentarse a otra situación. 
En la animación, el slapstick formó parte de la producción de cortometrajes animados entre los años de 1910 y 1940. Diversos estudios produjeron cortos animados que incluían humor slapstick, mostrando un tipo de violencia exagerada sin consecuencias reales. Entre los años de 1920 aparecieron diversos personajes clásicos que formaron parte de cortos animados con estas características como Popeye de Fleischer Studios y The Looney Tunes y Tom and Jerry de los estudios Warner Bros.. También en algunos países europeos se han logrado notables producciones que usan el slapstick como recurso principal, como Oggy y las cucarachas, producido por los estudios franceses Gaumont Film Company
En décadas siguientes aparecieron nuevos ejemplos animados de Cartoon Network y Nickelodeon tales como: The Ren & Stimpy Show, SpongeBob SquarePants, Animaníacs, Rocko's Modern Life, Cow & Chicken, I Am Weasel, The Powerpuff Girls, Ed, Edd y Eddy y Coraje, el perro cobarde. Un ejemplo que alcanza el paroxismo del slapstick son los cortos de MTV Happy Tree Friends, donde se llega a cortar partes del cuerpo de los personajes. También la serie japonesa Crayón Shin Chan presenta una marcada tendencia a la violencia exagerada sin que está repercuta en dolor alguno visible o duradero para sus personajes.
En las primeras animaciones fue común acompañar las acciones de los personajes con música o sonidos musicales que servían para darle un tono exagerado o cómico a la trama, proceso conocido como Mickey Mousing (Ejemplo: escuchar un glissando de piano cuando un personaje cae de unas escaleras).
El pensamiento surgido del slapstick animado derivó en una exageración o aumento del nivel de violencia si se lo compara con el nivel de violencia del slapstick en imagen real, por lo que se convirtió en algo frecuente la violencia armada o violencia de consecuencias mortales (Ejemplo: detonar una escopeta o golpear a alguien con un martillo en la cabeza), dando al espectador una falsa sensación de lo que ocurriría si ese evento fuese reproducido en el mundo real.
Los recursos más utilizados consisten habitualmente en que un personaje, por ejemplo, golpee a otro con diferentes elementos (como martillo o una bola demoledora), deje caer algo (un yunque, un piano, un árbol), que un tren lo arrolle, cortar con una sierra el piso dejando caer al personaje etc.
Otro recurso habitualmente utilizado es el del tartazo. Normalmente alguien suele recibir por error un tartazo, creando en él una rápida sucesión de sensaciones: sorpresa, vergüenza al verse humillado en público, ira y sed de venganza que finalmente acaba desencadenando  una divertida guerra de tartas.

## Crítica
La crítica actual que envuelve a la televisación de la comedia física involucra el fomento de la violencia en la audiencia infantil, incapaz de distinguir la violencia de ficción de la violencia real. Se asegura que la violencia retratada en producciones fílmicas, televisivas y otros medios (videojuegos, cómics, etcétera.) es dañina para la juventud, debido a que introduce una idea errónea sobre las consecuencias reales de la violencia. La producción televisiva se basa enteramente en la violencia, principalmente en la animación destinada al público infantil entre 7 y 12 años. La animación actual suele incluir elementos del slapstick que dan a la persona en la audiencia la idea de que el dolor produce efectos cómicos y no deriva en daños reales serios.